# 樋口雅子
樋口 雅子（ひぐち まさこ、1964年2月19日 - ）は、日本の女性声優。東京都出身。81プロデュース所属。

## 人物
声優としてアニメ、テレビなどで活躍。
趣味・特技はピアノ。

## 出演

### テレビアニメ
- それいけ!アンパンマン
- ポコニャン!
- レッドバロン（1994年、女の子）
- モジャ公（1996年、女子校生）

### OVA
- デビルマン

### ドラマCD
- 少年魔法士 香港ジャック・ザ・リッパー（ローゼリット）

### 吹き替え
- マドレーヌといっしょに

### テレビ番組
- さんすうすいすい（お姉さん）
- 鶴瓶のおしゃべり家族
- 春イキイキスタジオ